# 證明22/7大於π
人們經常使用{\displaystyle {\frac {22}{7}}}這個有理數作為圓周率{\displaystyle \pi }的丢番圖逼近。在{\displaystyle \pi }的連分數表達中，{\displaystyle {\frac {22}{7}}}是它的一個渐近分數。從這兩個數字的小數形式可見{\displaystyle {\frac {22}{7}}}是大於{\displaystyle \pi }的：
{\displaystyle {\frac {22}{7}}\approx 3.142857\dots \,}
{\displaystyle \pi \approx 3.141592\dots \,}
這個近似值從古代就有人使用。縱使阿基米德並非這個近似值的始創者，但他證明了{\displaystyle {22 \over 7}}高估了圓周率。他以{\displaystyle {22 \over 7}}大於外切正96邊形的周界：該圓直徑之比作證明。
這個近似值常被稱為「約率」，除這以外，常用的近似值還有同是由祖沖之在5世紀提出的密率：{\displaystyle {355 \over 113}}。
以下是另一個{\displaystyle {\frac {22}{7}}>\pi }的證明，所用到的只是微積分的基本技巧。它本來只是用於顯示可以用有系統的方法計算π的值，而非以證明{\displaystyle {\frac {22}{7}}>\pi }為最終目標。它比起一些基本證明更容易理解。它的優雅是由於它和丟番圖逼近的關連。路卡斯稱這條公式為「其中一個估計π值的最美麗結果」。Havil以這個結果作爲一個有關以連分數估計的討論之結尾，說它在該範疇是「不得不提及」的。

## 概念
{\displaystyle 0<\int _{0}^{1}{\frac {x^{4}(1-x)^{4}}{1+x^{2}}}\,dx={\frac {22}{7}}-\pi }
故此{\displaystyle {\frac {22}{7}}>\pi }。

## 詳情
被積函數是一個分數，其分子和分母皆是非負函數，所以該積分是正數。由於被積函數是正數，由0至1的定積分也大於0。
以下就證明該積分實際上與{\displaystyle {22 \over 7}}的關係：
| {\displaystyle 0\,} | {\displaystyle <\int _{0}^{1}{\frac {x^{4}(1-x)^{4}}{1+x^{2}}}\,dx}                                                      |                                                                             |
|                     | {\displaystyle =\int _{0}^{1}{\frac {x^{4}-4x^{5}+6x^{6}-4x^{7}+x^{8}}{1+x^{2}}}\,dx}                                    | 展開分子的數項                                                              |
|                     | {\displaystyle =\int _{0}^{1}\left(x^{6}-4x^{5}+5x^{4}-4x^{2}+4-{\frac {4}{1+x^{2}}}\right)\,dx}                         | 多項式長除法                                                                |
|                     | {\displaystyle =\left[{\frac {x^{7}}{7}}-{\frac {2x^{6}}{3}}+x^{5}-{\frac {4x^{3}}{3}}+4x-4\arctan {x}\,\right]_{0}^{1}} | 定積分（微积分基本定理）                                                    |
|                     | {\displaystyle ={\frac {1}{7}}-{\frac {2}{3}}+1-{\frac {4}{3}}+4-\pi \ }                                                 | 把結果代入1和0，然後相減。注意：{\displaystyle \arctan 1={\frac {\pi }{4}}} |
|                     | {\displaystyle ={\frac {22}{7}}-\pi .}                                                                                   | 加數                                                                        |

### 布肯南數學比賽中的出現
求取這積分的值是1968年威廉·罗威尔·普特南数学竞赛的第一個題目：
A-1. 证明
{\displaystyle {\frac {22}{7}}-\pi =\int _{0}^{1}{\frac {x^{4}(1-x)^{4}}{1+x^{2}}}\,dx}

## 上限和下限
達賽爾（1944）指出，只要把1代入分母中的{\displaystyle x}，可輕易取得積分的下限；把0代入分母中的{\displaystyle x}，可取得積分的上限：
{\displaystyle {1 \over 1260}<\int _{0}^{1}{x^{4}(1-x)^{4} \over 1+x^{2}}\,dx<{1 \over 630}.}
結果得出
{\displaystyle {22 \over 7}-{1 \over 630}<\pi <{22 \over 7}-{1 \over 1260}.}
也許這是計算{\displaystyle \pi }值至小數後3位的最快和最基本的方法。另參見達賽爾（1971）.

## 外部連結
- Pi的故事（页面存档备份，存于），Jonathan Borwein著；第5頁出現這積分